# Robert Venturi

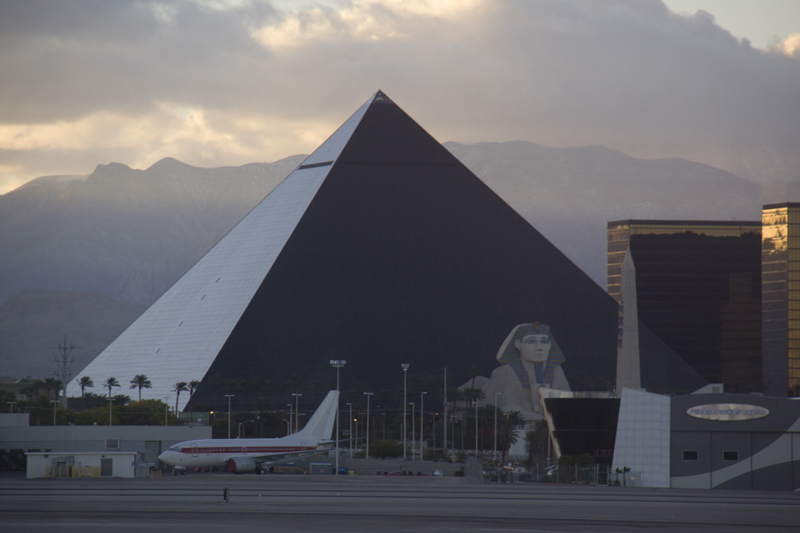
Foto do Cassino Luxor, exemplo da arquitetura de Las Vegas, que serviu de base ao manifesto pós-modernista de Venturi e desempenhou um papel fundamental no surgimento do pós-modernismo segundo F. Jameson

Robert Charles Venturi (Filadélfia, 25 de junho de 1925 – Filadélfia, 18 de setembro de 2018) foi um arquiteto norte-americano, vencedor do Prêmio Pritzker de 1991.

## Biografia
Formou-se em Princeton em 1947, e trabalhou com Eero Saarinen e Louis Kahn antes de formar sua própria firma com John Rauch. Lecionou na [Universidade da Pensilvânia, onde conheceu sua esposa Denise Scott Brown, que se tornou parceira da firma em 1967. Em 1989, Rauch deixou a firma, que então passou a se chamar Venturi, Scott Brown and Associates.
Venturi foi um crítico ferrenho da arquitetura moderna, publicando seu manifesto Complexidade e Contradição na Arquitetura em 1966, tido como uma das bases das transformações que ocorreriam na arquitetura nas décadas de 1970 e 1980. Nesta obra, Venturi considera que a cultura contemporânea já aceitou a contradição como condição existencial e em  todos os setores manifesta-se a impossibilidade de alcançar uma síntese totalizante e completa da realidade. Até mesmo a matemática parece ter perdido os próprios fundamentos racionais - como se observa no Teorema da incompletude de Gödel, segundo o qual todo sistema axiomático suficientemente completo é incoerente no seu interior, apresentando proposições "indecidíveis" quanto a sua verdade ou falsidade. Embora crítico em relação ao movimento modernista, o texto se coloca em uma condição de complementaridade e diálogo com os mestres.
Ainda que rejeitando o less is more — frase do poeta Robert Browning, adotada por Ludwig Mies van der Rohe — Venturi vai em busca de elementos complexos e contraditórios inclusive  no interior de obras produzidas pelo movimento moderno, reconhecendo em tais contradições o veículo portador de um sentimento poético e expressivo universal. Esse sentimento se manifesta desde sempre, em todas as épocas, mesmo em arquiteturas menores ou espontâneas e é a expressão típica de todas as fases do maneirismo. Do Cinquecento italiano, com Palladio ou Borromini, até Sullivan e, mais recentemente, Alvar Aalto, Le Corbusier e Kahn, o autor procura mostrar, através de muitos exemplos, a sua ideia de complexidade e contradição em arquitetura .
Em 18 de setembro de 2018, Venturi faleceu em sua casa, na Filadélfia, aos 93 anos. Segundo parentes próximos, sua morte foi causada por complicações da doença de Alzheimer.

## Obras publicadas
- Complexity and Contradiction in Architecture, The Museum of Modern Art Press, New York 1966. Disponível em português com o título COMPLEXIDADE E CONTRADIÇÃO EM ARQUITETURA, MARTINS FONTES, 2004.
- Learning from Las Vegas (com D. Scott Brown e S. Izenour), Cambridge MA, 1972, revisto em 1977. Disponível em português com o título APRENDENDO COM LAS VEGAS, COSAC & NAIFY, 2003.
- Iconography and Electronics upon a Generic Architecture : A View from the Drafting Room, MIT Press, 1998.
- Architecture as Signs and Systems (com D. Scott Brown), Harvard University Press, 2004.